# 瀉流

左图为泻流, 右图为扩散. 在泻流过程中，分子通过的孔小于平均自由程，而扩散过程中，分子通过的孔容许多个分子同时通过。

在物理学中，瀉流是容器中的氣體分子個別地通過一小孔而漏出的過程，條件是小孔的直徑遠小於氣體的平均自由程，漏出時氣體分子之間沒有碰撞。氣體分子的的泻流速率（单位时间从小孔泻流出的分子数目）和分子的分子量的平方根成反比，即格銳目定律。